# Örsö
Örsö är en ö i Österåkers kommun i den mellersta delen av Stockholms skärgård. Ön, som är bebodd året runt, ligger sydost om Södra Ljusterö och nordost om Grinda. Landarealen är cirka 1,2 kvadratkilometer.
På ön, som trafikeras av Waxholmsbolaget, finns den högsta punkten i mellanskärgården, 42 meter över havet. Ön har varit bebodd åtminstone sedan 1600-talet. År 2005 var 24 personer bofasta på ön.

## Bilder

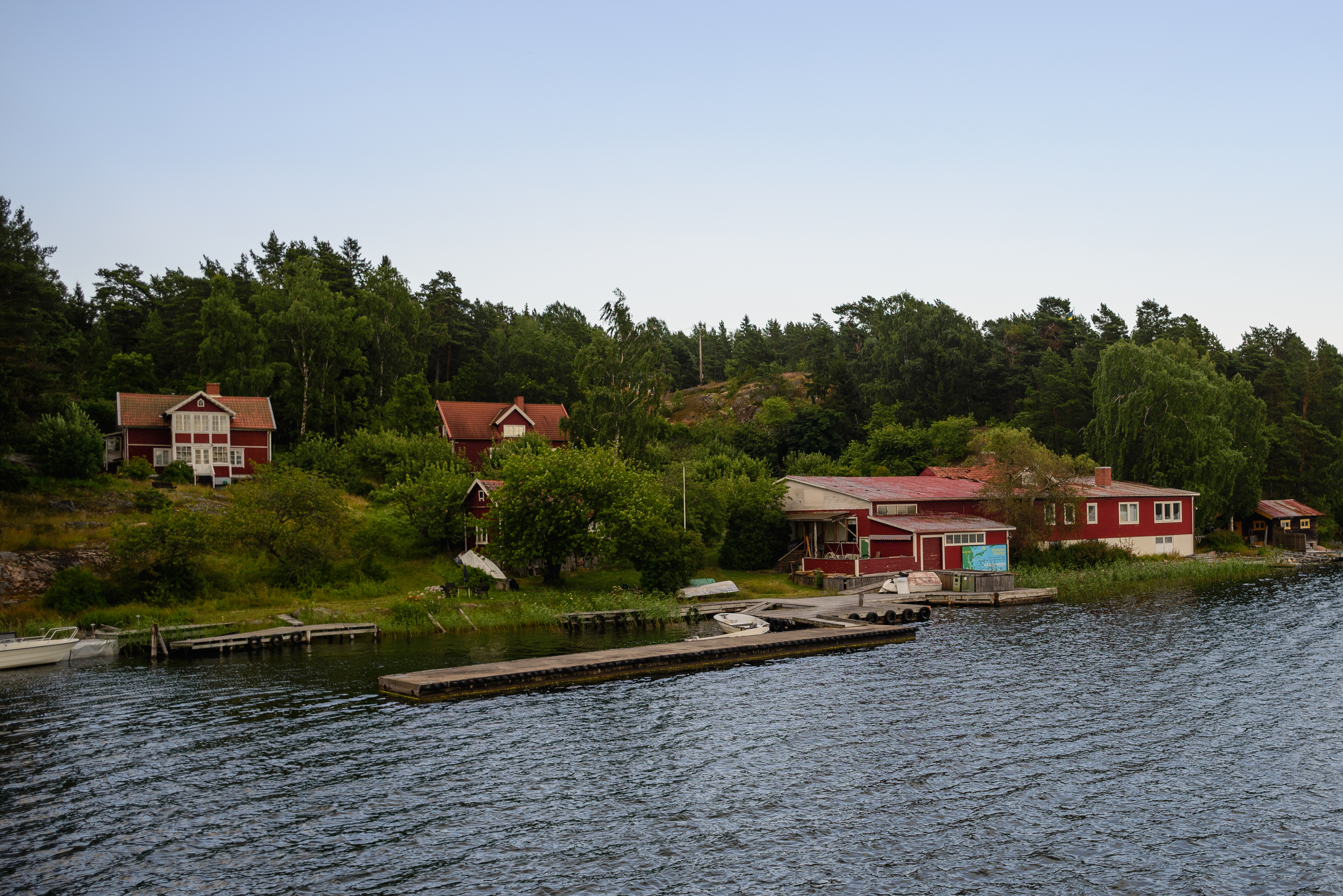
Bebyggelse på södra Örsö.
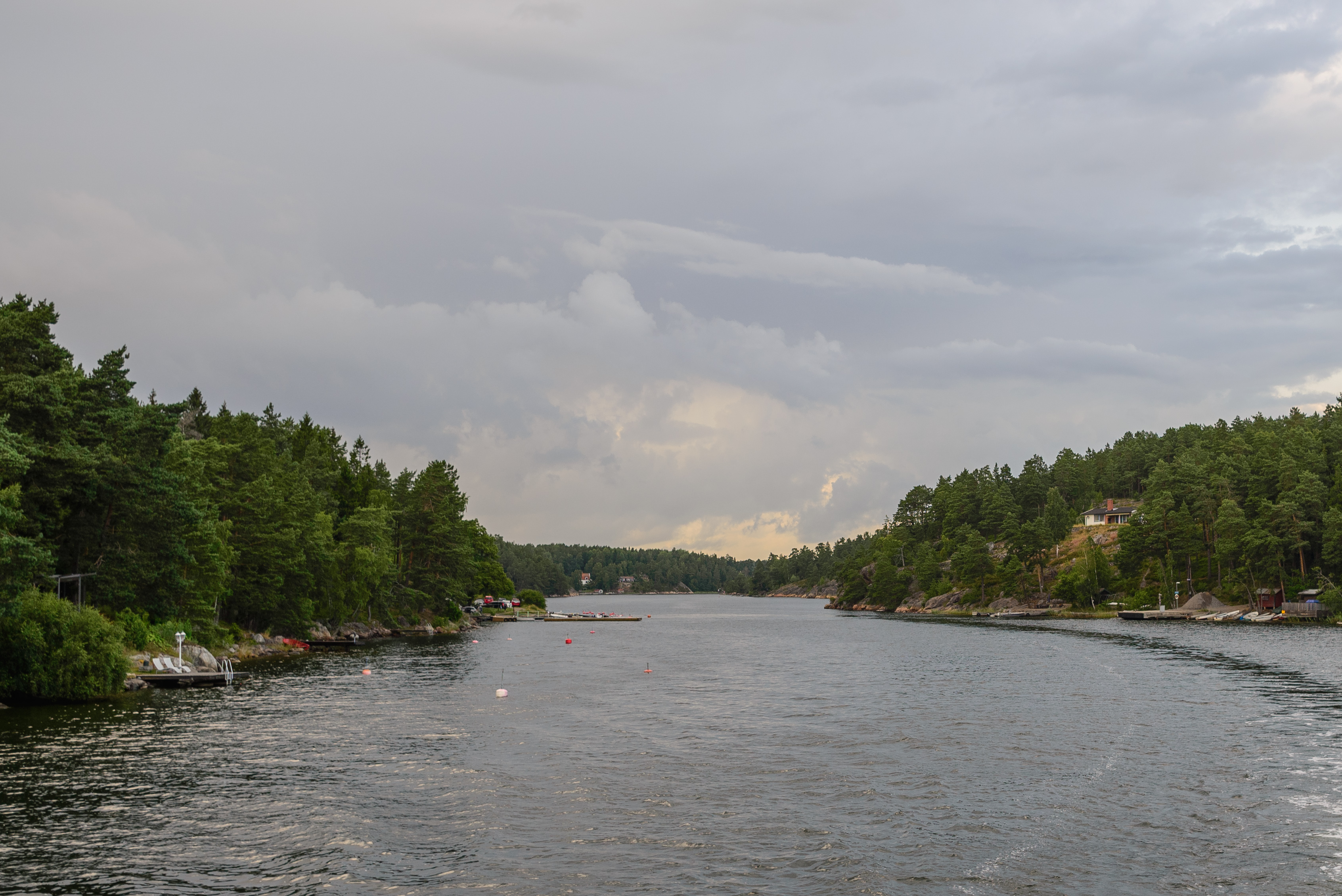
Sundet mellan Ljusterö (vänster) och Örsö.
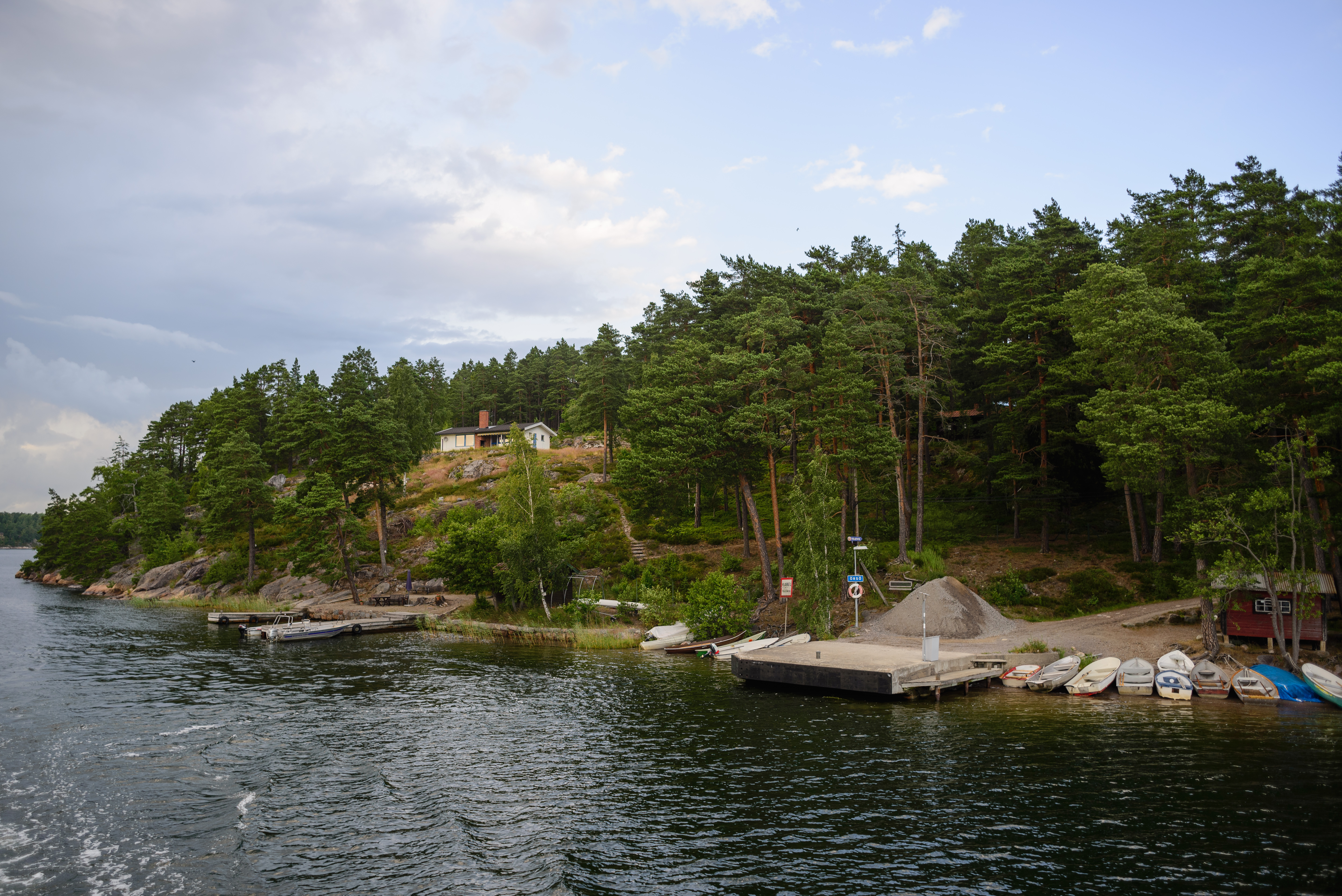
Örsö brygga.